# Taino (miasto)
Taino – miejscowość i gmina we Włoszech, w regionie Lombardia, w prowincji Varese.
Według danych na rok 2004 gminę zamieszkiwało 3185 osób, 455 os./km².